# 金龙镇 (湘阴县)
金龙镇，原名界头铺镇，是中华人民共和国湖南省岳陽市湘阴县下辖的一个乡镇级行政单位，位于湘阴县东南端，汨罗、湘阴、望城三县市交界处。102省道经过县境。民国中将陈嘉佑的家乡。

## 建制沿革
- 1955年，设金龙乡；
- 1958年，属火箭公社；
- 1961年，设金龙公社；
- 1984年，改称金龙乡；
- 1995年，改置界头铺镇。

## 行政区划
金龙镇下辖以下地区：
界头铺社区、兴利村、天井村、联星村、金华村、新塘村、金凤村、大兴村、狮岭村、望东村、文星村、香山村、荆杉村、青山村和新光村。